# T1000
T1000 i T1300 to dwa typy pociągów szybkiego transportu używane w metrze w Oslo w Norwegii. W latach 1960–1981 zbudowano 197 składów przez Strømmens Verksted, Norsk Elektrisk &amp; Brown Boveri oraz AEG. Były to pierwsze pociągi metra używane w Oslo i pozostawały w aktywnym użyciu do czasu zastąpienia ich pociągami MX3000 w 2007 roku. Każdy skład był wyposażony w kabinę maszynisty na jednym lub obu końcach pociągu, a każdy pociąg posiadał cztery silniki, każdy o 98 kW (133 KM). Wagony miały 17 m (55,77 ft) długości, 3,2 m (10,5 ft) szerokości i 3,65 m (11,98 ft) wysokości. Pociągi potrzebowały 750 V prądu i kursowały z prędkością do 70 km/h (43,5 mi/h). Sygnalizację zapewniała automatyczna ochrona pociągu.
W 1960 roku zbudowano dwie słabsze jednowagonowe jednostki T, zaprojektowane jako prototypy używane w sieci tramwajowej w Oslo. Po rocznej próbie zostały wprowadzone do ruchu rozkładowego na linii Kolsåsbanen, gdzie pozostawały w regularnej służbie do 1983 roku. Seria produkcyjna była nieco inna pod względem projektu i wykonania. T1000 był używany w odniesieniu do całej serii lub pierwszych 162 składów, które są wyposażone tylko w odbieraki prądu z trzeciej szyny. Składy mają cztery niewielkie odmiany, którym nadano oznaczenia T1 – T4. T1300 to seria 33 nowych oraz szesnastu przebudowanych pociągów T4 wyposażonych w pantografy, które wcześniej pozwalały im działać tylko w zachodniej części sieci zanim zostały zmodernizowane do standardów metra zasilanej z trzeciej szyny. Nowsze jednostki zostały oznaczone jako T5 i T6, natomiast przebudowane jako T7 i T8.

## Historia

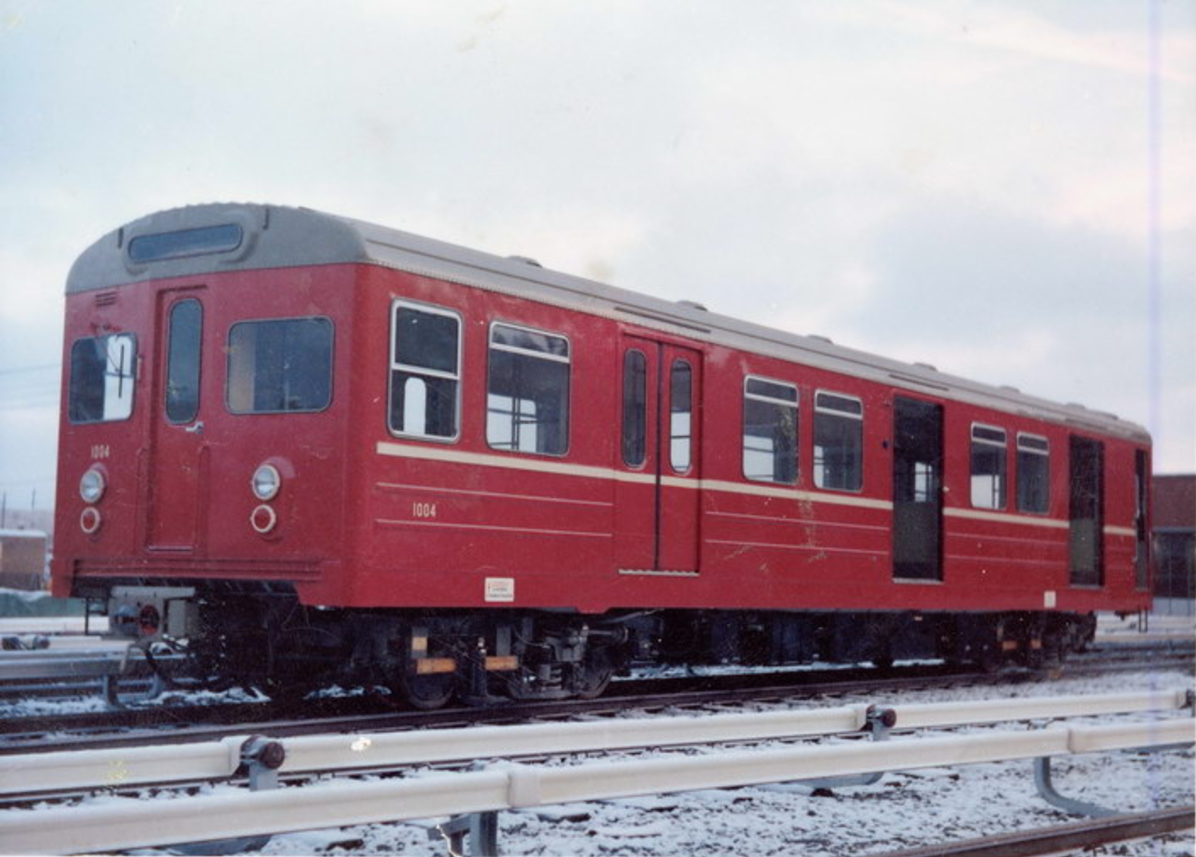
WagonT1000 w oryginalnych barwach w na terenie zajezdni Ryen w 1965 roku

W 1954 r. Rada Miejska Oslo podjęła decyzję o budowie metra składającego się z czterech linii do nowych przedmieść na wschód od centrum miasta. Planowano otwarcie systemu w 1966r. po przekształceniu dwóch linii tramwajowych: Østensjøbanen i Lambertseterbanen do standardu metra i uzupełnieniu o dwie nowe linie: Furusetbanen i linię Grorudbanen. System obejmowałby wyższe i dłuższe perony umożliwiające bezstopniowy dostęp do pociągów składających się z sześciu wagonów, automatyczną ochronę pociągu i zasilanie trzeciej szyny. To sprawiłoby, że metro byłoby niekompatybilne z istniejącymi tramwajami.

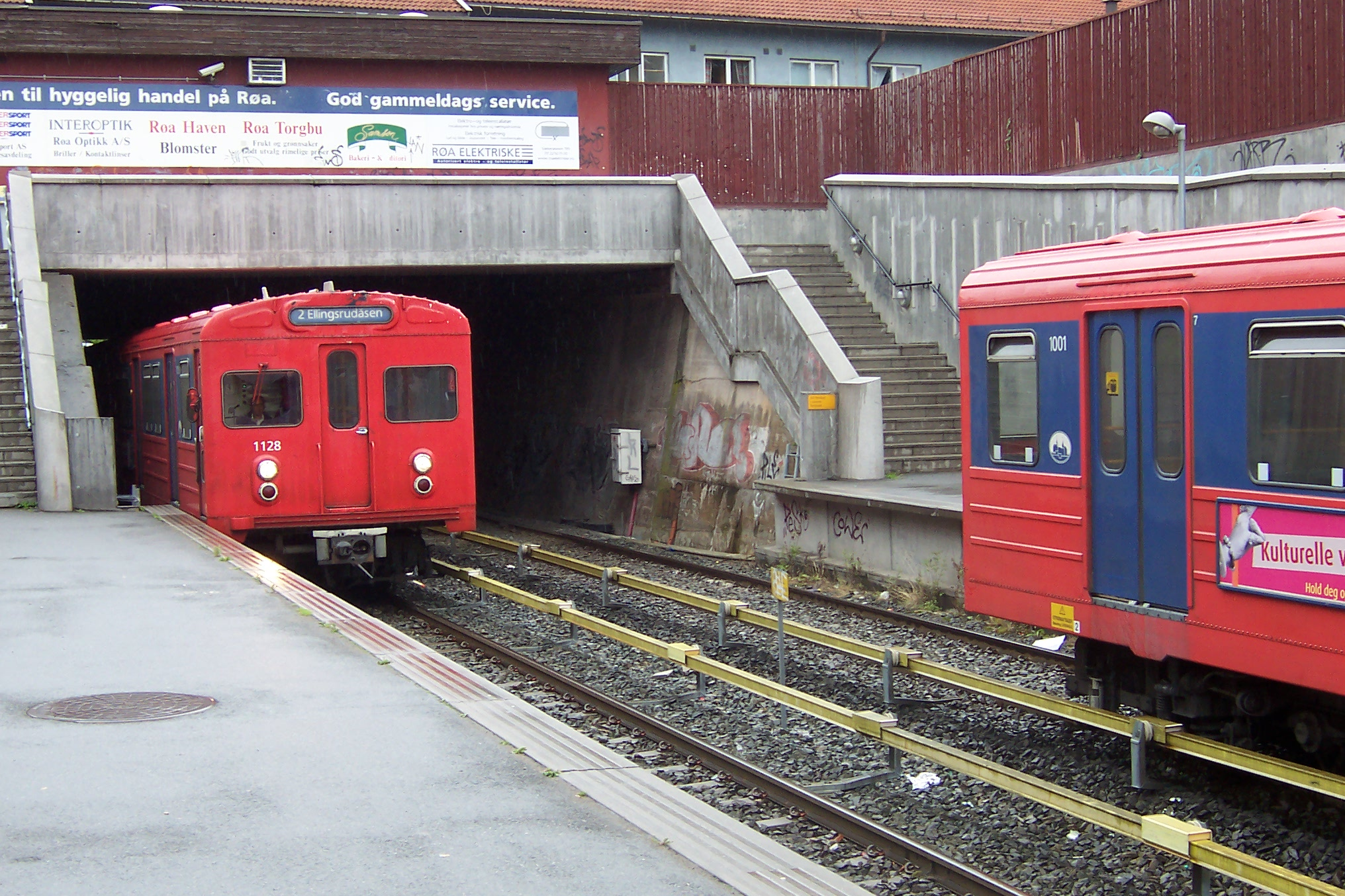
Dwa składy T1000 na stacji metra Røa (2005)

Pierwsze dwa pociągi jednowagonowe zostały dostarczone w 1959 roku i otrzymały oznaczenie T. Zostały one dostarczone przez Strømmens Værksted i NEBB jako prototypy, bez odszkodowania ze strony biura planistycznego. Pociągi były testowane na liniach Østensjøbanen i Lambertseterbanen do 1 grudnia 1960 r., kiedy to zostały przeniesione do Bærumsbanen, gdzie używano ich na linii Kolsås. Pociągi były awaryjne i przebywały więcej w zajezdni, aniżeli na służbie. Dało to jednak cenną widzę wykorzystaną podczas seryjnej produkcji. Pociągi były pierwotnie pomalowane na kolor srebrny z ciemnoniebieską linią i ponumerowane cyframi 1 i 2. Około 1970 roku składy przemalowano na ciemnoniebiesko ze srebrną ozdobną linią, a w 1971 roku nadano im numery 451 i 452. Ostatni skład służył do 1977 roku, kiedy to został odstawiony na bok i zezłomowany w 1987 roku. Pierwszy skład pozostawał w służbie do czasu usunięcia go z powodu usterki, chociaż od 1982 roku był rzadko używany. Został on naprawiony i ponownie uruchomiony w 1993 roku, ale wycofano go w tym samym roku i zezłomowano w roku następnym. 
Seryjna produkcja rozpoczęła się w 1964 roku z nadwoziami zbudowanymi w Strømmens Værksted, silnikami zbudowanymi przez NEBB i osprzętowieniem przez AEG. Do 1978 roku do Oslo Sporveier dostarczono 162 wagony. Zostały one wyprodukowane w czterech seriach, nazwanych od T1 do T4, o różnych specyfikacjach. Seria T1 była produkowana w 90 egzemplarzach w latach 1964-1966 dla otwarcia linii Grorudbanen i przebudowy linii Lambertseterbanen. Pierwsze 30 z nich posiada kabiny maszynisty w obu kierunkach jazdy (oznaczone jako T1-2), podczas gdy ostatnie 60 wagonów ma je tylko na jednym końcu (oznaczone jako T1-1). W 1967 roku zbudowano piętnaście sztuk serii T2 w związku z przebudową linii Østensjøbanen. Chociaż otrzymały nowe oznaczenie, są pod każdym względem identyczne z T1-1. Od 1969 do 1972 roku zbudowano 30 sztuk serii T3 wykorzystywanych na linii Furusetbanen. Dalsza rozbudowa linii zaowocowała zbudowaniem 37 sztuk serii T4 wyprodukowanych w latach 1976-1978. Wagony T1000 mają numery 1001–1162. 

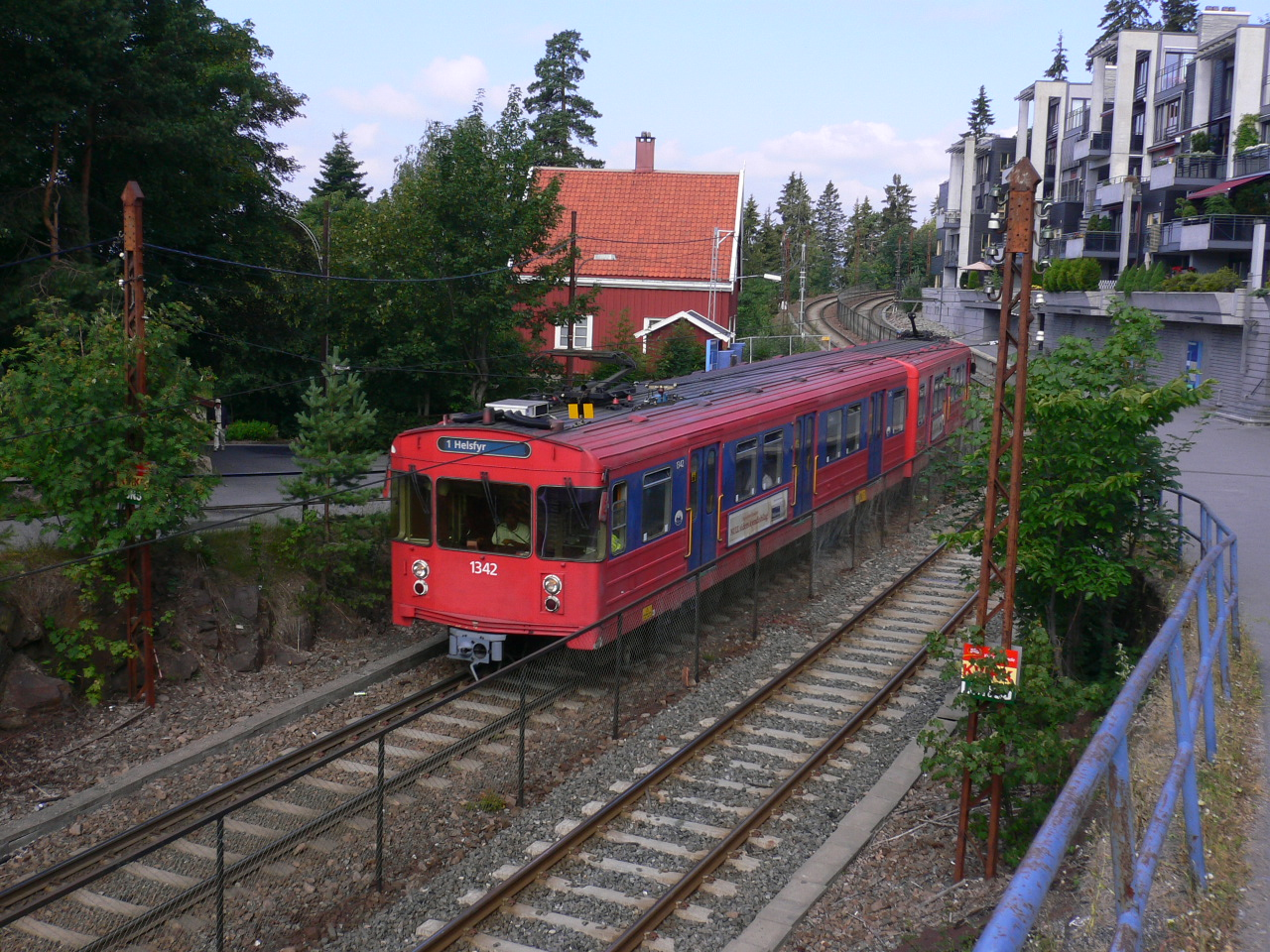
Jednostka T1300 na stacji metra Holmenkollen (2006)

Potrzeba nowego taboru w zachodniej części tramwai podmiejskich skłoniła Oslo Sporveier do zamówienia zmodyfikowanej wersji wagonów T1000. Stało się tak, ponieważ planowano połączyć sieci wschodnią i zachodnią oraz stopniowo dostosowywać linie zachodnie do standardu metra. Jednostki T1300 zostały zbudowane z takimi samymi specyfikacjami jak T1000, ale były również wyposażone w pantografy, dzięki czemu mogły kursować na torach tzw. lekkiej kolei miejskiej. Jednostki T1300 miały też nieco inny przód od T1000. Początkowe zamówienie dotyczyło tylko 33 jednostek, które oznaczono jako T5 i T6. Pierwsze 18 jednostek miało kabinę na jednym jej końcu, podczas gdy ostatnie 15 sztuk miało kabinę na obu końcach, umożliwiając Oslo Sporveier obsługę pociągów jednowagonowych. Nowe jednostki zostały oddane do użytku na liniach Røabanen i Sognsvannsbanen, a także na linii Kolsåsbanen poza godzinami szczytu. 
Aby zastąpić starzejące się pociągi klasy C, w latach 1985-1987 dziesięć jednostek T4 zostało przerobionych na T1300. Zostały wyposażone w pantograf, otrzymały nowy przód i przesunięto drzwi. Sześć dodatkowych jednostek T4 zostało przerobionych w 1989 roku i otrzymało oznaczenie T8. Zostały one wyposażone tylko w pantografy, zachowywały ten sam układ przodu i drzwi. Wraz z wprowadzeniem składów T1300, zachodnie linie mogły usunąć konduktora i mieć pociągi jednoosobowe z motorniczym sprzedającym bilety. Jednostki T1300 miały lepszą sprawność niż starsze modele, które zastąpiły. Ze względu na to, że jednostki były przeznaczone do systemu zamkniętego z systemem automatycznej ochrony pociągu, układy hamulcowe nie miały wystarczających wymiarów, a maszyniści używali zasięgu wzroku do regulowania prędkości i odległości między pociągami.  Jednostki T1300 otrzymało numery 1301–1349. Po modernizacjach, Oslo Sporveier obsługiwało 49 jednostek T1300 i 146 jednostek T1000.  Pociągi te były pierwotnie pomalowane na czerwono z beżową linią ozdobną.

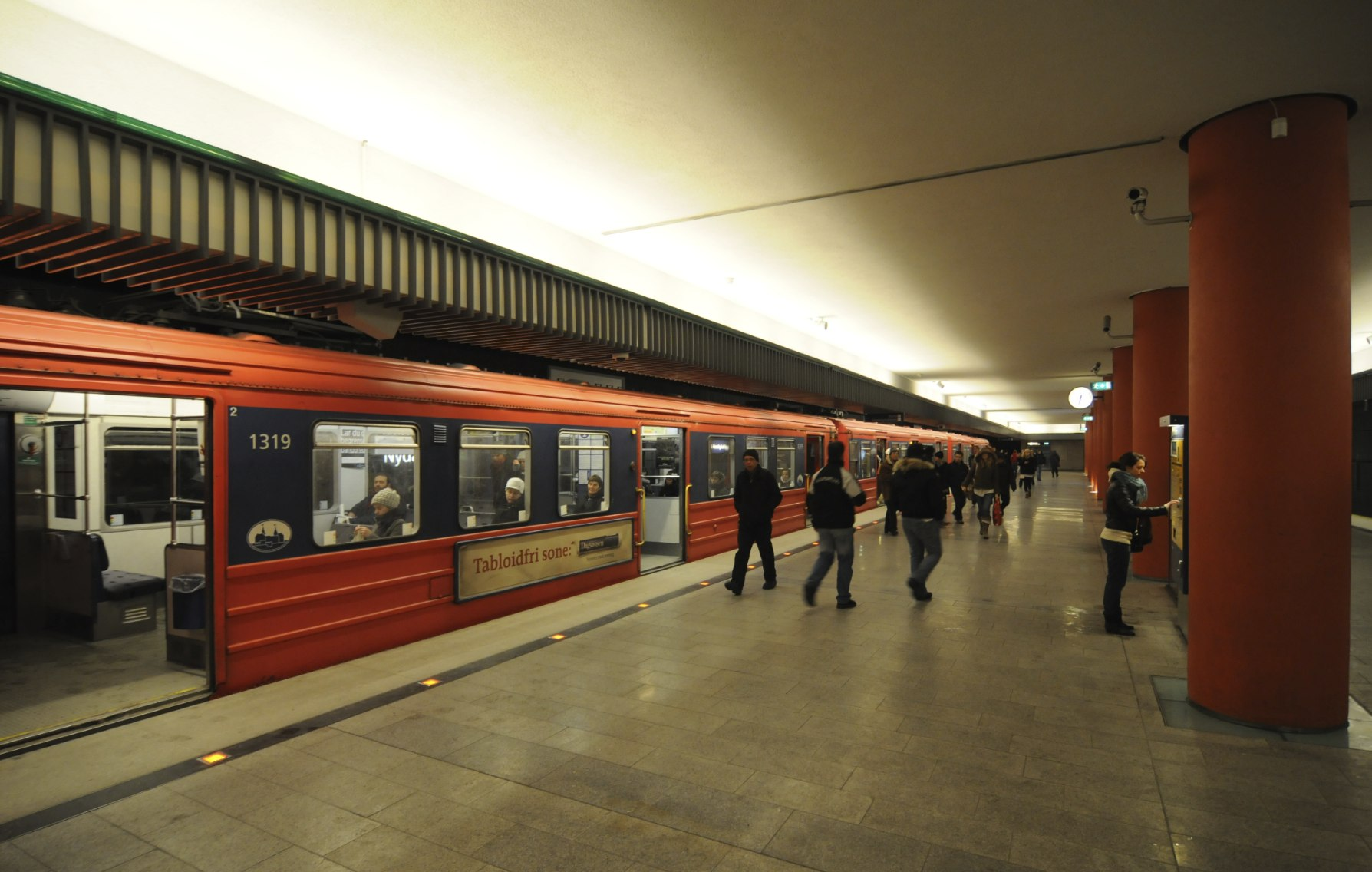
Jednostka T1300 na stacji metra Nydalen (2006)

Linia Sognsvannsbanen została ukończona i zmodernizowana do standardu metra w dniu 7 stycznia 1993 r. Dzięki modernizacji, pierwsze pociągi T1000 mogły kursować przez Wspólny Tunel (Fellestunnelen) do zachodniej sieci, przekształcając część tramwajów w Oslo w metro. Linia Røabanen została ukończona 19 listopada 1995 r., dzięki czemu wszystkie pociągi jadące ze wschodu mogły kursować przez centrum miasta. Aby mieć wystarczającą liczbę pociągów kompatybilnych z metrem, zakupiono sześć dwuczłonowych jednostek T2000, które w połowie lat 90. uznano za możliwy zamiennik T1000. Począwszy od 1995 roku, Oslo Sporveier dokonał modernizacji wnętrza i malowania pociągów T1000. Na zewnątrz, główny czerwony kolor został zachowany, ale drzwi i przestrzeń wokół okien pomalowano na niebiesko. Światła i siedzenia zostały zmienione, siedzenia przybrały kolor szary. Ściany wewnętrzne również zostały zmienione, ich końce pomalowano na czerwono, boki otrzymały białe malowanie, drzwi pomalowano na niebiesko, a poręcze na żółto.
Rada Miasta Oslo zdecydowała w 2003 roku o zamówieniu 33 nowych trójczłonowych jednostek firmy Siemens, które miałyby być oznaczone jako MX3000. W 2005 r. rada miejska przegłosowała wymianę wszystkich istniejących egzemplarzy T1000 i T1300 na MX3000, zwiększając zamówienie o kolejne 30 sztuk. Po sporze pracowniczym w 2006 roku zdecydowano, że cały tabor należący do Oslo Sporveier zostanie przeniesiony do nowej spółki holdingowej Oslo Vognselskap.

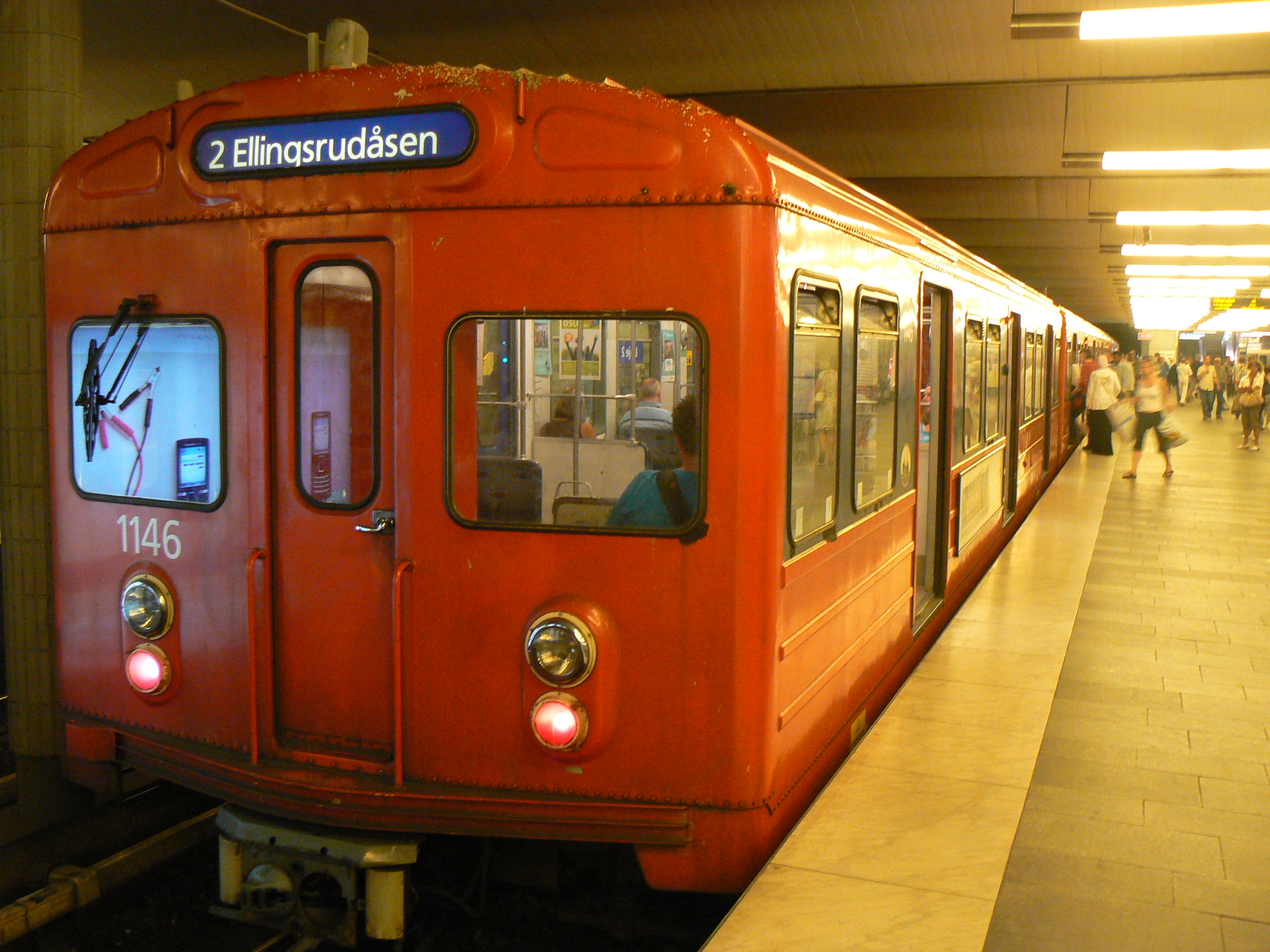
Jednostka T1000 na stacji Jernbanetorget (2008)

Pierwsze dostawy składów MX3000 miały miejsce w kwietniu 2007 roku, pierwszy pociąg T1000 został zezłomowany 14 marca 2007 r., a ostatni pociąg z serii T1000 wyruszył w ostatnią służbę 19 lipca 2009 r. Muzeum Tramwajów w Oslo zachowało siedem wagonów serii T1000, są to numery 1002 (T1-2), 1018 (T1-2), 1076 (T1-1), 1089 (T1-1), 1092 (T2), 1129 (T3) i 1141 ( T4). Jednostka 1089 jest wystawiona w muzeum, a pozostałe sześć wagonów służą jako pociąg operacyjny. Spośród jednostek T1000, jednostka o numerze 1076 była tym, która przebyła najdłuższy dystans przed odejściem na emeryturę, osiągając 2 974 076 km (1 848 005,15 mi). Ostatna jednostka T1300 została wycofana z eksploatacji 22 kwietnia 2010 r., pozostawiając w służbie tylko jednostki MX3000. Muzeum Tramwajów w Oslo (Sporveismuseet) zachowało trzy wagony T1300 o numerach: 1306 (T5), 1320 (T6) i 1335 (T7, pierwotnie T4 nr 1155). Trzy wagony mają służyć jako pociąg operacyjny. Żaden wagon z serii T8 nie został zachowany.

## Specyfikacja
Wszystkie wersje mają identyczne nadwozia, które mają 17 m (55,77 ft) długości, 3,2 m (10,5 ft) szerokości i 3,65 m (11,98 ft) wysokości. Każdy wagon wyposażony był w dwa wózki, każdy po dwie osie, których rozstaw wynosił 2,17 m (7,12 ft), odległość wózka wynosiła 11 m (36,09 ft), a średnica koła wynosiła 82 cm (32,28 cal). Każdy z wagonów wyposażony był w cztery silniki o mocy 98 kW (133 KM) firmy NEBB, dające maksymalną prędkość 70 km/h (43,5 mi/h). Każdy z wagonów ważył 27,740 t. Sprzęt elektryczny dostarczyła firma AEG.

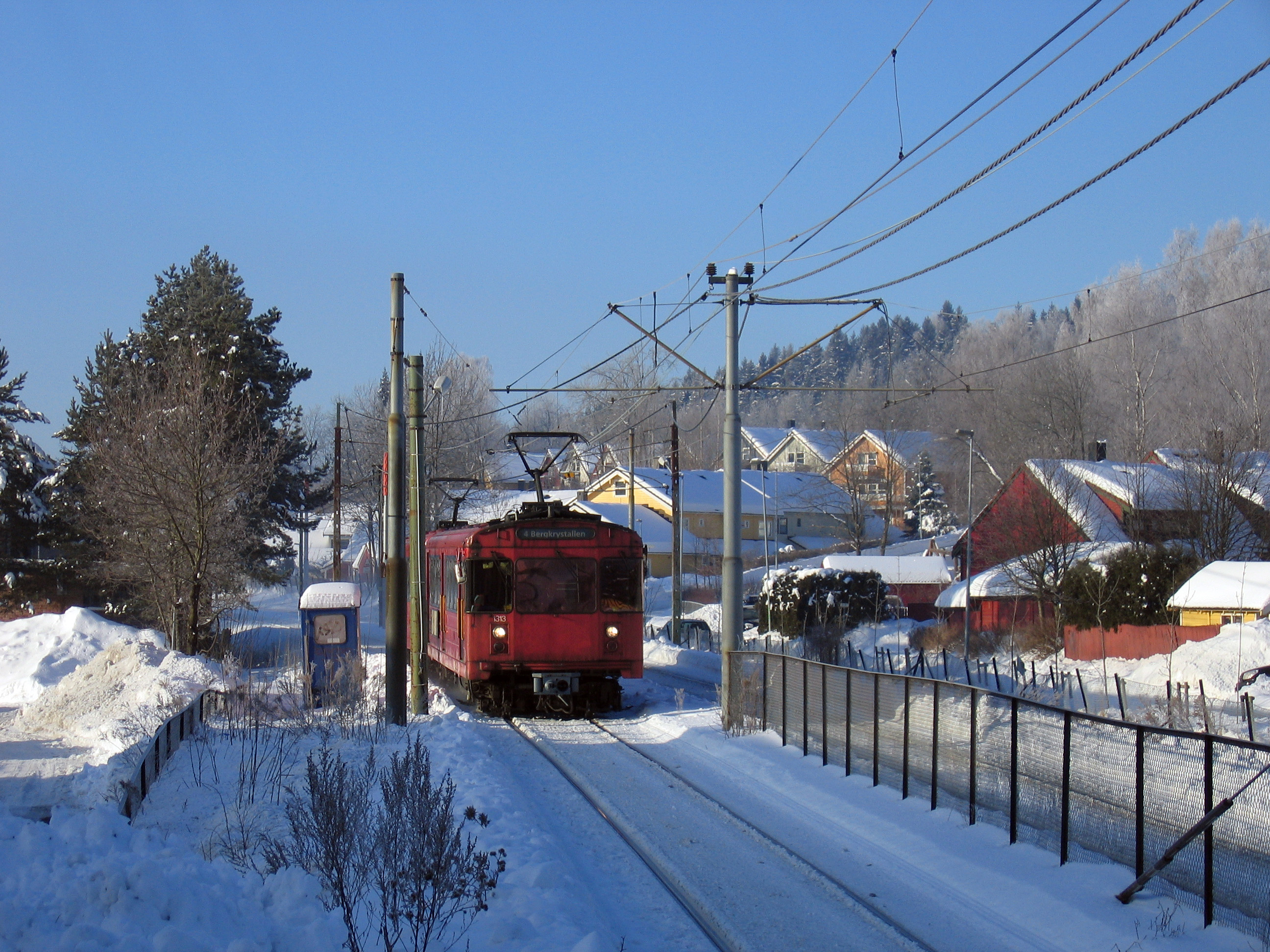
Jednostka T1300 w pobliżu stacji metra Valler (2006)

Prędkość pociągu była kontrolowana przez system ATP. Kody prędkości były przesyłane z punktów ATP w infrastrukturze za pomocą 75 hercowych impulsów w torach. Pociągi odbierały sygnały przez anteny. Kody prędkości to 15 km/h (9,32 mi/h), 30 km/h (18,64 mi/h), 50 km/h (31,07 mi/h) i 70 km/h (43,5 mi/h). Dozwolone prędkości były prezentowane maszyniście na wyświetlaczach w kabinie maszynisty. Dodatkowo system automatycznie zmniejszał prędkość w przypadku przekroczenia limitu. Maszynista mógł ustawić pociąg w trybie automatycznym, w którym pociąg samoczynnie dostosowywał własną prędkość do ograniczenia prędkości. Pomimo systemu, maszynista był zawsze odpowiedzialny za ruszanie i zatrzymywanie pociągu na stacjach.
Prototypowa seria T składała się z dwóch pojedynczych wagonów. Miał takie same wymiary jak T1000 i T1300, ale miał cztery 75 kW (102 KM) silniki i ważył tylko 26,5 t. Wagony były wyposażone w pantograf, były dwukierunkowe, lecz brakowało im systemu ATP i odbieraków prądu z trzeciej szyny. W serii T1000, składy T1-2 jako jedyne miały kabinę na obu końcach wagonu, była ona również dostępna w składach serii T6. Od serii T3 pociągi były dostarczane z hamulcami elektromagnetycznymi oprócz hamulców dynamicznych, hamulców ręcznych i hamulców pneumatycznych. Modele od serii T4 wzwyż miały większe kabiny maszynistów. 
Serie T1300 różniły się tym, że posiadały pantograf i zostały zbudowane z myślą o obsłudze konduktorskiej.  Miejsca siedzące różniły się w zależności od modelu: T1000 miał całkowitą pojemność 180 pasażerów (w tym 63 miejsca siedzące). Seria T5 miała taką samą całkowitą pojemność, ale posiadała 70 miejsc siedzących. Seria T6 mogła pomieścić 154 pasażerów, z czego 64 na miejscach siedzących. Serie T7 i T8 mogły pomieścić 177 pasażerów, z czego 60 na miejscach siedzących. Wszystkie modele T1300 były w stanie obsługiwać maksymalnie sześć wagonów w sterowaniu ukrotnionym, chociaż były one powszechnie używane w krótszych konfiguracjach.